# Tokugawa Yoshiyori
Tokugawa Yoshiyori est un nom japonais traditionnel ; le nom de famille (ou le nom d'école), Tokugawa, précède donc le prénom (ou le nom d'artiste).
Tokugawa Yoshiyori (徳川 慶頼, 19 novembre 1828-21 septembre 1876) est un samouraï de la fin de l'époque d'Edo. Fils de Narimasa, chef à la troisième génération de la famille Tayasu, il est par deux fois chef de la maison Tayasu, de 1839 à 1863 et de 1868 à 1876. Il se rend au domaine de Shizuoka en 1868 et sert de précepteur au jeune daimyo Tokugawa Iesato.

## Source de la traduction
- (en) Cet article est partiellement ou en totalité issu de l’article de Wikipédia en anglais intitulé « Tokugawa Yoshiyori » (voir la liste des auteurs).